# Oronero (singolo)
Oronero è il primo singolo estratto dall'omonimo decimo album di inediti della cantautrice italiana Giorgia, pubblicato il 30 settembre 2016 dall'etichetta discografica Microphonica distribuita dalla Sony.

## Descrizione
Il brano è scritto da Emanuel Lo e prodotto da Michele Canova Iorfida, con il quale Giorgia ha collaborato nei precedenti due album, Dietro le apparenze e Senza paura. Il pezzo, inciso a Los Angeles, parla dell'abuso del giudizio e di una profonda assenza di misura nell'utilizzo delle parole, del non sapersi ascoltare, e della mancanza di rispetto. Racconta anche il modo in cui ogni giorno si tratta male il prossimo, senza nemmeno accorgersene.

## Accoglienza
Il critico musicale Luca Dondoni ha recensito il brano per La Stampa: «Dopo qualche anno di silenzio finalmente arriva il nuovo album “Oro nero” e se questo è il prologo sono già convinto della bontà del romanzo. Bella canzone, testo deciso e intelligente, ugola superiore. Brava Giorgia.»
Per la rivista Panorama ha invece recensito il brano il critico Giovanni Ferrari: «La canzone è un pugno nello stomaco a tutti coloro che - coscientemente o meno - fanno del male alle persone che hanno intorno. La dolcezza della voce di Giorgia si unisce così a un messaggio forte, che dimostra una crescita non solo artistica ma personale. È per questo che Oronero non è un semplice singolo che fa da apripista a un nuovo progetto. È la dichiarazione nero su bianco di un cambiamento che, ora, abbiamo ancora più voglia di conoscere da vicino.» La rivista Panorama ha eletto Oronero come la canzone più bella del 2016.
Il critico musicale Michele Monina per Il Fatto Quotidiano ha scritto: «Ora, qualcuno avrà da ridire sull’utilizzo di questo termine, capolavoro, […] ma la voce di Giorgia, sempre ma qui in modo particolare, è un capolavoro», e ancora; «Oronero di Giorgia è uno splendido ritorno, senza se e senza ma».

## Video musicale
Il 30 settembre, in concomitanza con l'uscita del singolo Oronero, viene pubblicato sul canale VEVO ufficiale della cantante, un lyric video del brano. Il 17 ottobre 2016, in esclusiva per un giorno sul sito web del Corriere della Sera, viene pubblicato il video ufficiale del singolo.

## Tracce
1. Oronero – 3:32 (Emanuel Lo)

## Classifiche
| Classifica (2016) | Posizione massima |
| ----------------- | ----------------- |
| Italia            | 18                |